# Матиас де Медичи
Матѝас ди Кòзимо де Мèдичи (на италиански: Mattias i Cosimo de' Medici; * 9 май 1613, Флоренция, Велико херцогство Тоскана; † 11 октомври 1667, Сиена, Велико херцогство Тоскана) от фамилията Медичи, е принц от Тоскана, военен и от 1629 г. управител на Сиена (1629 – 1636, 1641 – 1643, 1644 – 1667). Участник в Тридесетгодишната война и във войната с Кастро. Фелдмаршал на императорската армия. Владетел на Сиена от 1629 – 1667 г. Меценат. Рицар на честта и предаността на Малтийския орден.

## Произход
Той е третият син на тосканския велик херцог Козимо II де Медичи (1590 – 1621), първороден син е на Фердинандо I де Медичи и на Кристина Лотарингска, и на съпругата му ерцхерцогиня Мария Магдалена Австрийска (1589 – 1631), дъщеря на ерцхерцог Карл II Австрийски и принцеса Мария Анна Баварска. Има четирима братя и три сестри:
- Мария Кристина (1609 – 1632), принцеса
- Фердинандо II (1610 – 1670), 5-и Велик херцог на Тоскана, съпруг на Витория дела Ровере
- Джанкарло (1611 – 1663), кардинал
- Маргерита (1612 – 1679), херцогиня на Парма и Пиаченца като съпруга на херцог Одоардо I Фарнезе
- Франческо (1614 – 1634), принц. военен
- Анна (1616 – 1676), ерцхерцогиня на Австрия като съпруга на ерцхерцог Фердинанд Карл Австрийски-Тиролски
- Леополдо (1617 – 1675), кардинал.

## Биография

### Ранни години
Роден е във Флоренция на 9 май 1613 г. Израства и бива възпитан заедно с по-малкия си брат Франческо, като разликата помежду им е само година. Придворният лекар и учителите на принцовете изпращат ежедневни писмени доклади на майка им за здравословното състояние, напредъка в обучението и за всички събития в живота на двамата принцове. След смъртта на баща им, когато майка им и баба им стават регентки над малолетния Велик херцог – по-големият брат на принцовете, Фердинандо II де Медичи, хора, които нямат изключителни знания, но имат благороднически произход и принадлежат към най-високите слоеве на духовенството, са назначени за учители на Матиас и Франческо. Децата са възпитавани като привърженици на Контрареформацията и идеите на Абсолютизма. Матиас се подготвя за кариера като духовник. Младият мъж обаче не желае да става духовник и на 16 години избира военната кариера.
На 29 май 1629 г., след смъртта на вдовстващата херцогиня Катерина на 17 април, Великият херцог назначава по-малък брат за нов владетел на Сиена. Матиас пристига в града на 27 август същата година и се установява в кралския дворец на Катедралния площад. Преди да напусне Флоренция, майка му му дава писмо, в което го призовава да продължи образованието си и дава съвети за поведението и задълженията на губернатора. Матиас участва във всички заседания на Съвета, който разглежда дела и петиции на поверената му територия, често дава публични аудиенции, посещава църковни служби, демонстрирайки своята привързаност към католицизма. Той е страстен ловец, любител на добродетелната музика и театралните представления. През февруари 1630 г. по покана на принца актьори от Комедията дел арте пристигат в Сиена от Флоренция. Поведението на младия владетел му помага да спечели уважението на сиенците.

### Военна кариера
През септември 1631 г. Матиас, заедно с Франческо, придружава майка си до императорския двор във Виена. По време на неговото отсъствие Сиена се управлява от името на принца от неговия по-малък брат, кардинал Леополдо де Медичи. Вдовстващата велика княгиня поверява синовете на техния чичо, император Фердинанд II. Мария Магдалена се опитва да гарантира, че принцовете постъпват на служба в имперската армия под командването на Албрехт фон Валенщайн. По време на пътуването Матиас и Франческо продължават да се забавляват с лов и балове до ноември 1631 г., когато майка им внезапно умира в Пасау. Великият херцог Фердинанд II разрешава на братята да останат в чужбина и разпределя под тяхно командване корпус от 1000 конници и 6000 пехотинци. През пролетта на 1632 г., поради военните успехи на протестантите в Тридесетгодишната война, той им дава 100 хил. скуда и оръжия с искане незабавно да отидат в активната императорска армия и да се докажат в битки с протестантите на страната на императора.
През юли 1632 г. Матиас и Франческо се насочват към театъра на военните действия. След като се срещат с императора във Виена, те пристигат в лагера на императорската армия близо до Нюрнберг. На 16 ноември 1632 г. братята за първи път участват в битката – битката при Лютцен, по време на която Матиас се среща със своя сънародник генерал Отавио Пиколомини. След като посреща принцовете с ентусиазъм, Албрехт фон Валенщайн скоро започва да се отнася към тях негативно. Причината за това е недоволството на генералисимуса от недостатъчното участие на Великото херцогство Тоскана в снабдяването на императорската армия. Отначало той отказва да даде военни звания, съответстващи на произхода на принцовете. Тогава, желаейки да се отърве от присъствието им в армията, през юли 1633 г. той напълно отнема командването на полковете от Матиас и Франческо. Както вярват самите принцове, причината за такова отношение към тях от страна на генералисимуса е, че в императорския двор те говорят за възможното предателство на Валенщайн. През февруари 1634 г. в писмо до Великия херцог братята искат разрешение да напуснат императорската армия, страхувайки се за живота си, ако обвинението в предателство срещу генералисимуса се потвърди. По-големият брат удовлетворява молбата им и през същия месец те напускат военните действия и пристигат в замъка Нойщадт.
През пролетта на 1634 г. Матиас се завръща в Имперската армия под командването на Матиас Галас. През май същата година той участва в обсадата на Регенсбург, по време на която, заразен от чума, по-малкият му брат Франческо умира. Матиас, прекарал по време на служба в императорската армия (разходите на принца възлизат на повече от 60 000 скудо), мисли да се върне в родината си, но остава под командването на своя братовчед, унгарския крал Фердинанд, бъдещият император Фердинанд III, с когото участва в битката през септември 1634 г. при Ньордлинген. След като получава чин на генерал от императорската артилерия, той прекарва известно време във Флоренция. Той започва военната кампания от 1635 г. със среща с унгарския крал, която се провежда в Бавария, и получава командване на пехотен полк. Влиза в битката в края на август, побеждавайки армията на френския крал между Майнц и Франкфурт. Есента прекарва в маневри в Пфалц и Лотарингия. През декември 1635 г. разполага полка за зимна квартируване във Вормс. По това време той трябва да реши множество проблеми с доставките и заплатите на армията, така че принцът дори е обвинен от местните власти в присвояване.
През май 1636 г. Матиас пристига в щаба на главнокомандващия на императорската армия в Шпайер. Той иска да подготви своя полк за нова военна кампания, този път срещу самата Франция, която е обявила война на Испания. Полкът на принца трябва да участва в превземането на Дижон, но той претърпява тежки числени загуби по време на похода поради липса на провизии и болести. Матиас решава да се върне в родината си, за което говори открито. През февруари 1637 г. новият император Фердинанд III не кани княза на среща на генералния щаб във Виена и през юни същата година Матиас се завръща във Флоренция. Но още на 1 юли 1637 г. императорът му дава патент на фелдмаршал на императорската армия и принцът отново постъпва на служба. Изпратен е в Померания, където през декември 1637 г. превзема Узедом, Волгаст и Демин. За пореден път проблемите с настаняването на войските за зимата и големите лични разходи, възлизащи на 341 718 флорина, го принуждават да поиска оставката си. През 1639 г. императорът разрешава на принца да напусне императорската армия и да се върне в родината си. През април същата година, преди да се върне във Флоренция, Матиас прекарва известно време във Виена поради здравословни проблеми.

### Късни години
През август 1639 г. Матиас пристига във Флоренция и се връща към задълженията си на владетел на Сиена. Скоро се появяват слухове за намерението на принца да влезе в служба на френския крал, които обаче не саа потвърдени. През 1641 г. той пътува до Милано, Генуа, Ферара и Венеция. По време на това пътуване Матиас отново се интересува от театър. През февруари 1645 г., по покана на принца композиторът Франческо Сакрати пристига в Сиена, където в Академията на слугите на хармонията (лат. Accademia dei Febiarmonici) той поставя операта „Привидната луда“ по либретото на Джулио Строци.
През септември 1641 г. папа Урбан VIII окупира Херцогство Кастро, пренебрегвайки претенциите за феод от Херцогство Парма. Действията на папата водят до това още през следващата година да бъде сключен съюз срещу Папската държава между Великото херцогство Тоскана, Херцогство Модена и Република Венеция. Матиас е поставен начело на тосканската армия. Той започва боевете през лятото на 1643 г. с нахлуване в Умбрия. През юни те окупират Чита дел Пиеве и Кастильоне дел Лаго. През есента в битките при Монджовино, Радикофани и Питиляно армията на папата е победена. Войната за Кастро завършва с победата на съюза на италианските държави. През 1643 г. той поема командването на лигата, сформирана от Република Венеция, Велико херцогство Тоскана, Херцогство Парма и Херцогство Модена срещу папата Барберини, като отново оставя управлението на Сиена на Леополд. Той окончателно се връща в тосканския град през 1644 г., оставайки там до смъртта си.
През 1644 г. Великият херцог, като награда, дава на Матиас владението на Монте Сан Савино и Вила Лапеджи. Последният, поръчан от принца, е преустроен от архитекта Антонио Марией Ферри и става една от резиденциите на Матиас. Във вилата той даваше маскирани балове, идваше тук на лов. Тук принцът съхранява многобройни произведения на живописта. Той особено харесва платна, изобразяващи битки, натюрморти и картини на библейски теми.
Любител на лова, конните надбягвания (една от неговите конюшни редовно участва в конното надбягване Палио ди Сиена), партитата и светските удоволствия, Матиас също е чувствителен към изкуството, музиката и театъра и покровителства художници като Юстус Сустерманс (от когото самият той е изобразен в броня), Волтерано, Жак Куртоа, известен като Боргнон, Ливио Мехус, чиито картини събира в резиденцията си в Лапеджи, Балдасаре Франческини, Рафаело Вани и Рутилио Манети, кастрата Ато Мелани. Принцът колекционира не само картини, но и оригинални вещи. Колекциите му включват 27 вази от слонова кост, циферблати и научни инструменти, Кабинети с чудеса. Сега колекциите му се съхраняват в Уфици. През май 1647 г. той значително разширява залата на Генералния съвет на Сиена в Обществения дворец. Матиас подпомага дейността на операта в града. През 1647 г. отново се появяват слухове за намерението на принца да влезе в служба на френския крал, което отново не намира потвърждение. През 1649 и 1656 г. Фердинанд II му поверява командването на народната милиция, охраняваща границите на Великото херцогство по време на Втората война за Кастро и чумата. При последния случай Матиас командва и цялата тосканска армия.
През 1663 г. обявява намерението си да стане кардинал. През 1666 г. здравословните му проблеми се влошават поради подагра и артрит. През 1667 г. желанието на княза да приеме църковен сан е подкрепено от великия княз Фердинанд II и папа Климент IX . Въпреки това, малко след това, на 11 октомври 1667 г., Матиас де Медичи умира в Сиена на 54-годишна възраст. Погребан е във Флоренция в Параклисите на Медичите в базиликата „Сан Лоренцо“, Флоренция. Принцът не се жени и няма потомство.
През 1857 г., по време на първата ексхумация на останките на Матиас де Медичи, в гроба му е намерен балсамиран труп, облечен в рокля и наметало на рицар от Малта от камлот и коприна, чорапи и обувки от кадифе с панделки. В краката на починалия има широкопола филцова шапка. На гърдите има златна монета; от едната страна на монетата е изобразен портрет на папа Климент IX, от другата – Пасхалният Агнец със Светия Дух, който го осенява, а датата е 1667 г.

## В изкуството
Няколко приживе портрети на Матиас Медичи са оцелели, повечето от които са от Юстус Сустерманс. В момента картините се съхраняват както в частни колекции, така и в колекциите на музеи, като Националната художествена галерия във Вашингтон и Палатинската галерия (Палацо Пити) във Флоренция.

## Матиас и науката
Принц Матиас се отличава в командването на армията на Медичите, особено в Германия по време на Тридесетгодишната война (1618 – 1648): оттук той донася много инструменти в Тоскана (прекрасни циферблати, астролабии, компаси, минни инструменти и такива за топографско проучване), подписани от известни архитекти и доставчици на най-важната европейска Кабинети на чудесата на 12 юли 1654 г. инструментите на Матиас са депозирани в Галерия „Уфици“, което придава на колекцията на Медичите по-европейски характер.